# Гадропитеки
Гадропитеки (лат. Hadropithecus) — вымерший монотипический род лемуров семейства археолемуровых. Обитали на Мадагаскаре в плейстоцене и голоцене вплоть до исторического времени, по-видимому, вели наземный образ жизни.

## Находка и классификация
Гадропитеки принадлежат к вымершему семейству археолемуровых, в которое, наряду с ними, входили собственно археолемуры. К настоящему времени известен один вид — Hadropithecus stenognatus (von Liburnau, 1899). Останки гадропитеков известны по местонахождениям Ампасамбазимба, Ампоза, Андрахомана, Бело-сюр-Мер и Тсираве. После обнаружения первых останков гадропитека в 1899 году (в основном кости черепа молодой особи) он был в начале XX века классифицирован как принадлежащий к археолемуровым, но после этого долгое время было известно лишь ограниченное количество костных останков, оставлявших многие аспекты его анатомии и вероятного образа жизни в области догадок, пока в 2003 году в пещере Андрахомана не были обнаружены кости конечностей, лицевая часть черепа и ряд других костей.

## Анатомия
Гадропитеки были достаточно крупными приматами (крупней современных лемурообразных — длина черепа от 12,8 до 14,2 см, предполагаемый вес по разным данным от 17 до 35 килограммов). По сравнению с археолемурами, гадропитеки представляют более современную форму лемурообразных. Их морда была короче и шире, чем у археолемуров, глазницы в большей степени направлены вперёд. Слуховая булла (костная структура, в которую частично заключены органы среднего и внутреннего уха) крупней, чем у археолемуров.
Передние зубы гадропитеков (резцы, клыки и передний премоляр) мельче, чем у археолемуров, а задний премоляр и моляры крупней, в целом имея более специализированное устройство с высокими и закруглёнными жевательными буграми, приспособленное для пережёвывания жёстких стеблей и листьев травы, семян, а также, вероятно, некоторых насекомых. В соответствии с необходимостью в перемалывании жёсткой пищи челюсти гадропитеков были особенно мощными. В целом зубы гадропитеков напоминают зубной аппарат современных гелад, представляя собой пример конвергентной эволюции. Строение скелета гадропитеков не так хорошо изучено, как у археолемуров, но позволяет предположить заметное сходство, с той разницей, что гадропитеки были изящней. Анализ обнаруженных костей конечностей позволил определить, что гадропитеки с их относительно короткими пальцами и негибкими суставами были адаптированы к передвижению на четырёх ногах, но не к лазанию и не к висячему образу жизни, в отличие от известных индриевых или лориевых. В целом двигательный аппарат гадропитека напоминал современных горилл.

## Распространение и исчезновение
В целом ареал гадропитеков включал, по-видимому, центральный, западный и юго-западный Мадагаскар. Анализ останков позволяет предположить, что гадропитеки предпочитали открытые места в более сухой южной части острова, где у них не было конкурентов в лице других лемуров.
Останки гадропитеков известны по субфоссильным местонахождениям, датируемым 1000—2000 лет назад, и их исчезновение связывают в том числе с деятельностью человека, к тому моменту начавшего обживать Мадагаскар. Гадропитеки — крупные наземные травоядные — должны были первыми из лемуров Мадагаскара почувствовать изменения в привычной среде обитания, связанные с земледельческой и скотоводческой деятельностью людей, а также стать объектами охоты.